# Tell Arpachiyah
Tell Arpachiyah es un tell prehistórico situado en las afueras de la moderna ciudad de Mosul en la gobernación de Nínive (Irak). Toma su nombre de un pueblo más reciente ubicado a unos 6,4 km de Nínive. 
El nombre propio del montículo en el que se encuentra el sitio es Tepe Reshwa, un pequeño tell de un diámetro máximo de 67 metros y de altura 5,5 metros. Todo el sitio tiene un diámetro de aproximadamente 25 metros cuadrados..
Tepe Gaura es también un yacimiento neolítico contemporáneo ubicado en la región de Mosul.

## Historia de las excavaciones arqueológicas
Después de ser descubierto por Reginald Campbell Thompson en 1928, fue excavado por Max Mallowan y John Cruikshank Rose para la British School of Archaeology in Iraq, junto con Agatha Christie (esposa de Mallowan), en 1933. En 1976, se llevaron a cabo estudios adicionales por un equipo dirigido por Ismail Hijara. Se descubrieron varias estructuras del período de Halaf, incluyendo varios tholoi y la 'Casa Quemada'. También se ha encontrado un conjunto de cerámica y sellos típicos del período Halaf, así como enterramientos del período Obeid.
La Casa Quemada es probablemente el último de una serie de lugares donde el importante intercambio de obsidiana tuvo lugar en un contexto social formalizado. Es en este papel donde Arpachiyah se posiciona como un centro de distribución regional. La destrucción de la Casa Quemada pudo haber sido un acto ritual deliberado.

## Historia de la ocupación
El tell estuvo ocupado durante los períodos Halaf y Obeid y parece haber sido un sitio importante para el intercambio de obsidiana y la fabricación de cerámica. La cerámica que ha podido ser recuperada constituye la base de la cronología interna del período Halaf.

## Restos arqueológicos de Tell Arpachiyah

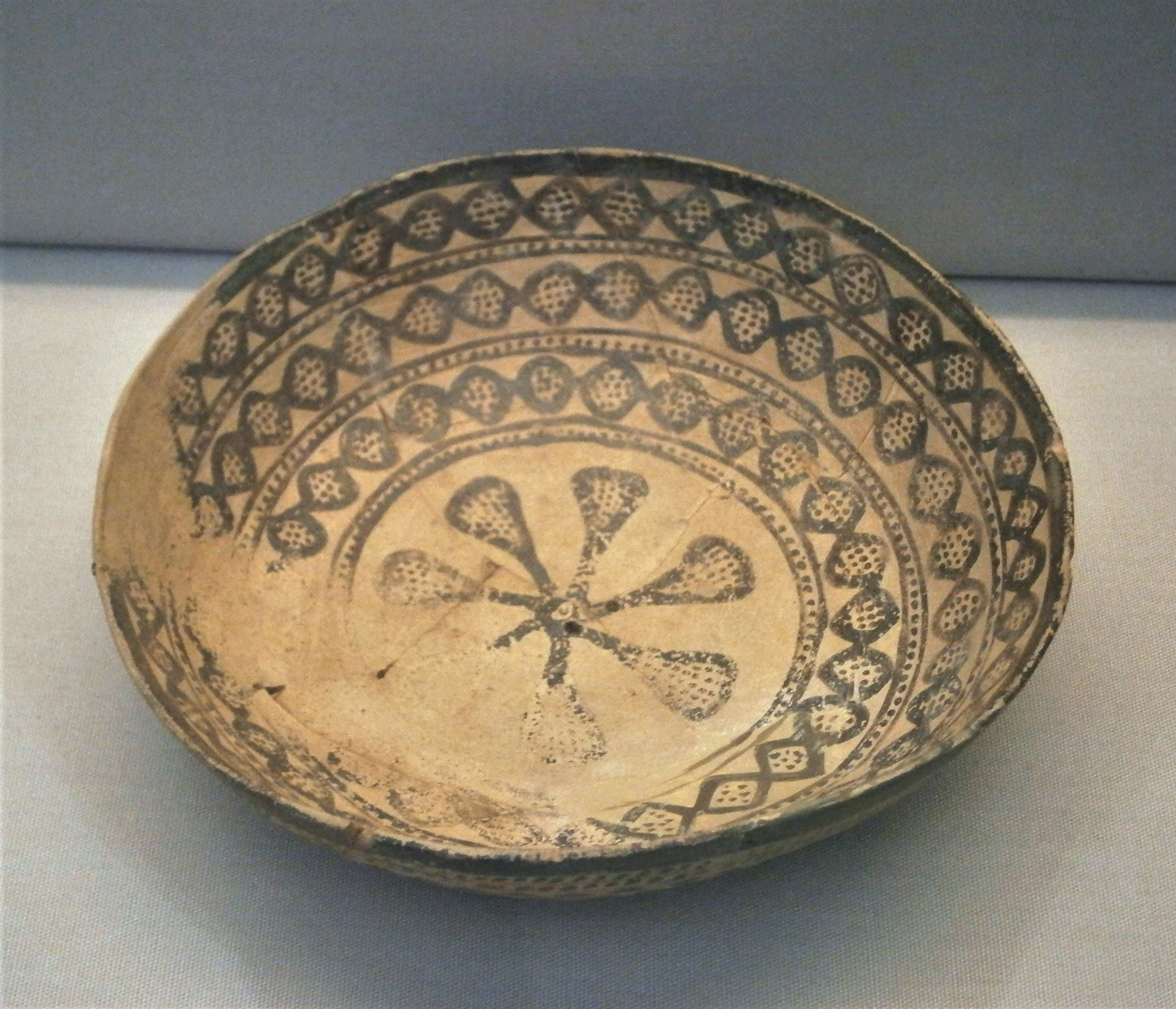
Cuenco pintado, período de Halaf (6000-5200 a. C.). Tell Arpachiyah.
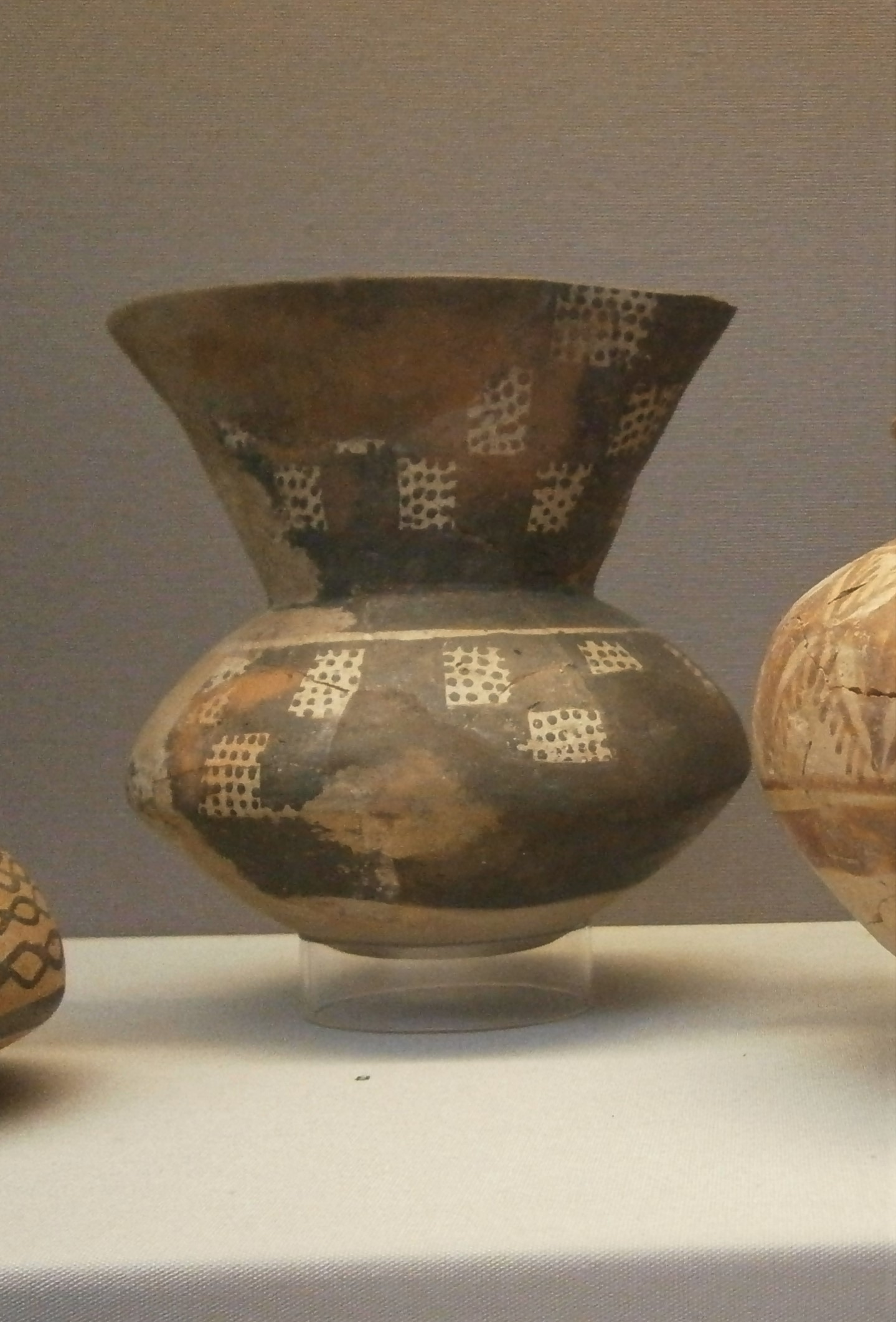
Jarra con reborde oval, Halaf Tardío (5600-5200 a. C.), Tell Arpachiyah.
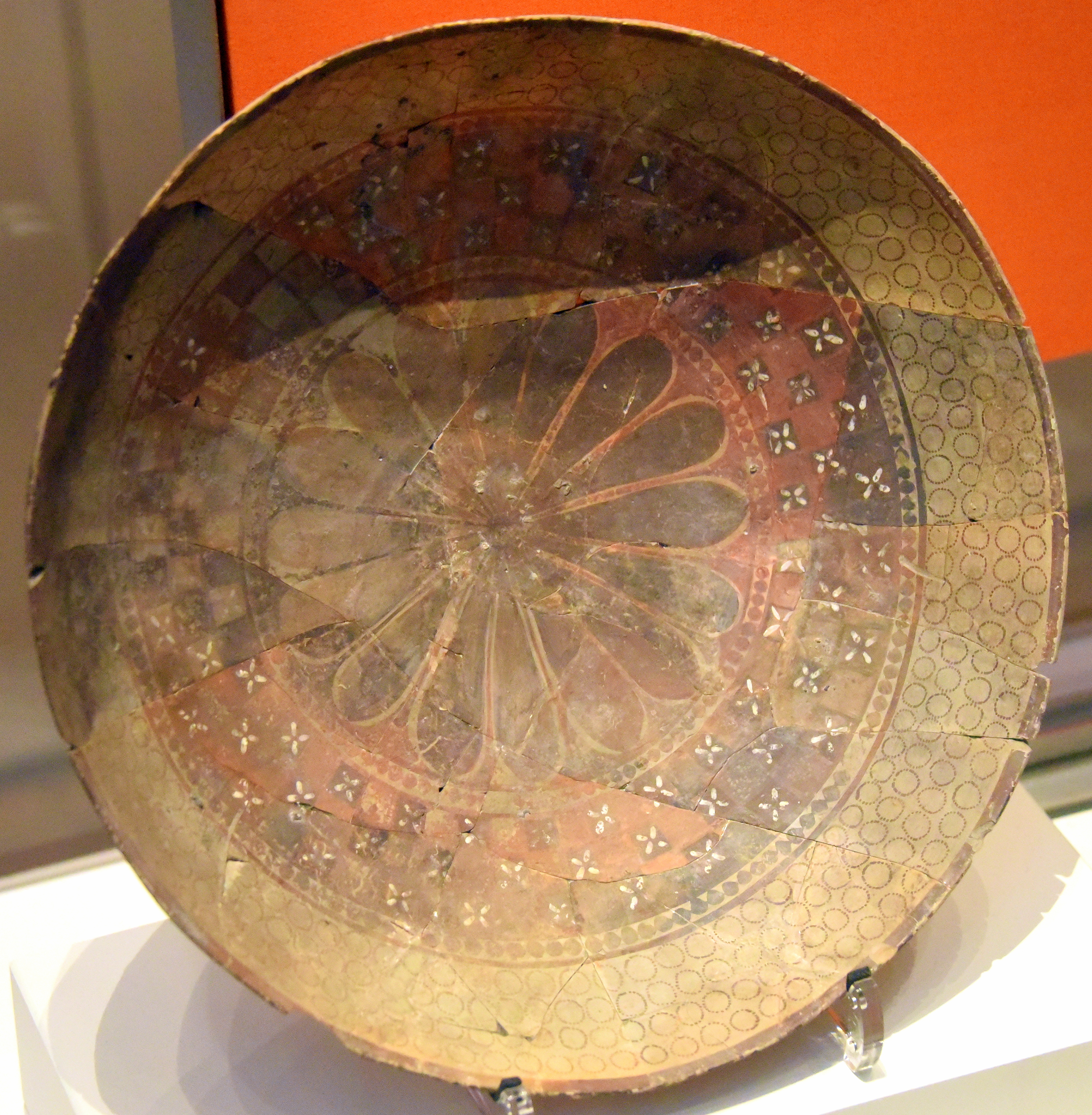
Cuenco pintado, período de Halaf. Tell Arpachiyah. Museo Británico.
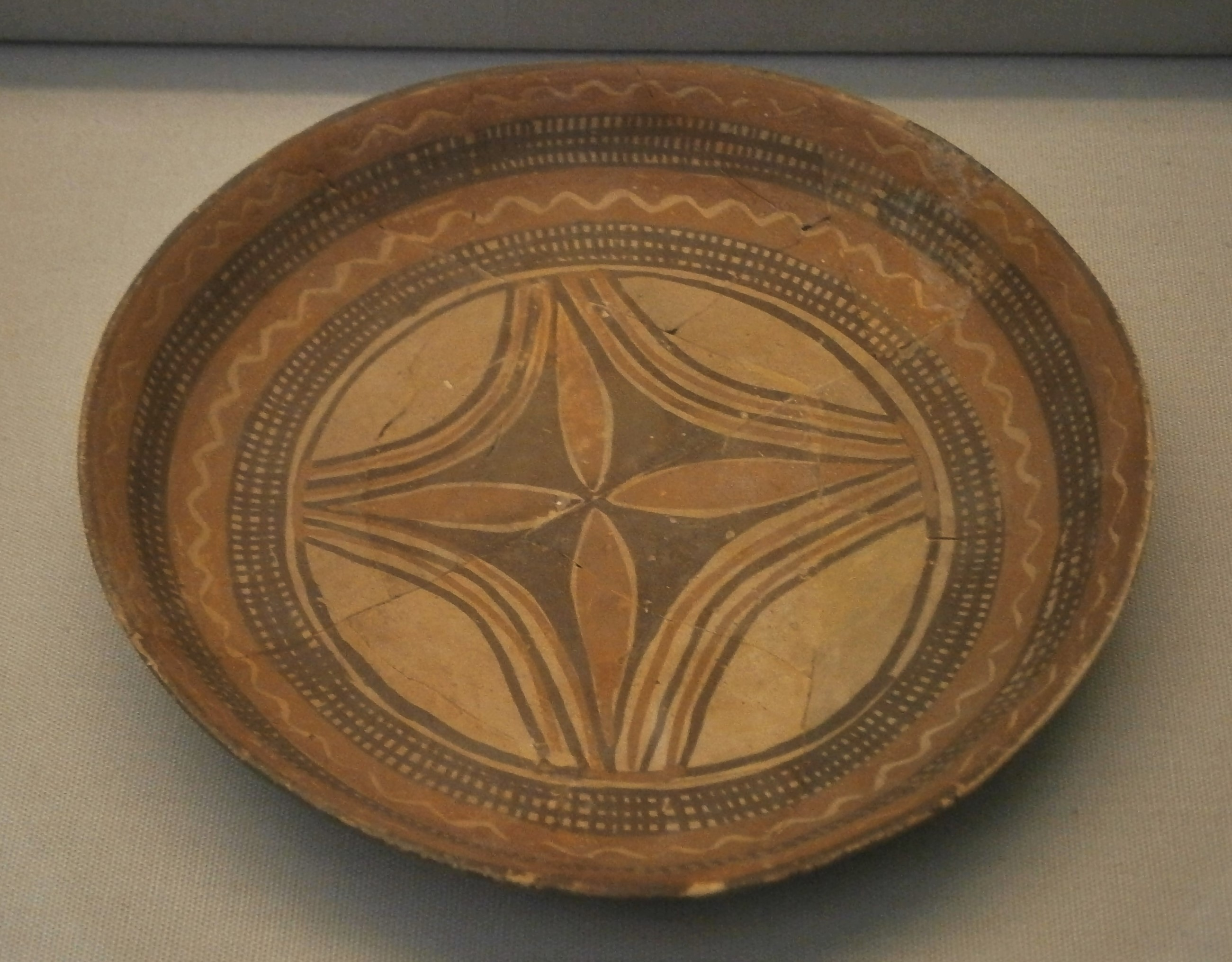
Cuenco pintado, período de Halaf. Tell Arpachiyah.
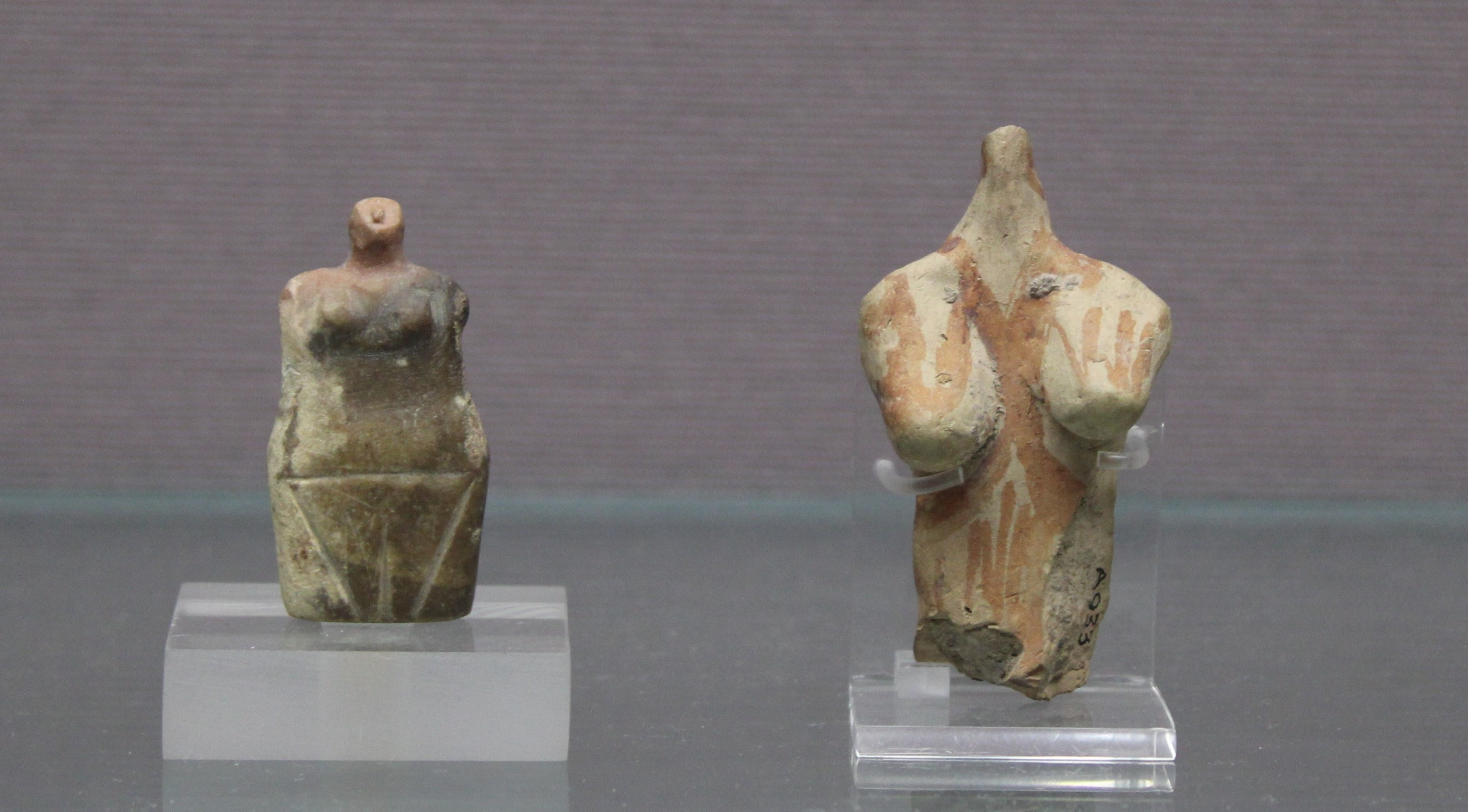
Figurillas femeninas en piedra y arcilla pintada, Halaf Tardío, Tell Arpachiyah. Museo Británico.